# Sleep (canción)
«Sleep» es una canción de género power ballad de la banda estadounidense My Chemical Romance. Es la décima pista de su álbum The Black Parade, publicado en 2006. En ciertas partes de la canción, los riffs de guitarra son semejantes a los del heavy rock. A pesar de no ser muy conocida, fue usada para la apertura de algunos conciertos.

## La historia del Paciente
En esta canción, al igual que  también se habla sobre la amada del Paciente. 
Al parecer ella se preocupa por él, cosa que él no entiende, ya que la ha hecho llorar mucho:

"... And through it all how could you cry for me? 
 
Cause I don't feel bad about it..."
"... Y con todo esto, ¿Cómo puedes llorar por mí? 

Porque yo no me siento mal por eso..."

Pero el Paciente, al parecer, jamás se disculpará por el daño que causó:

"... Undeserving of your sympathy, 

cause there ain't no way that I'm sorry 

for what I did..."
"... Sin merecer tu condolencia, 

porque no hay forma de que me disculpe 

por lo que hice..."

Y también se puede ver que el Paciente apoya y no se arrepiente de la tiranía y la apatía hacia su amada:

"... Three cheers for tyranny, unapologetic apathy..."
... Tres hurras por la tiranía, apatía no apologética

Aunque reconoce que se comportó como un monstruo:

"... A drink, 

for the horror that I'm in 

for the good guys, and the bad guys 

for the monsters that I've been..."
"... Un brindis,

por el horror en que estoy 

por los tipos buenos y los tipos malos 

por los monstruos que he sido..."

Y le deja claro que jamás va a regresar con ella:

"Cause there ain't no way that I'm coming back again"
"Porque no hay forma de que vuelva de nuevo"

Las primeras y últimas frases son grabaciones que hacía Gerard Way, el vocalista, sobre extraños sueños que tenía durante la grabación del disco:

"(...) Kind of like, it feels like as if somebody was gripping my throat and squeezing and, I feel..."
"(...) Como que, se siente como si alguien estuviera agarrando mi garganta y apretando y, siento..."
Gerard Way